# なごや爆笑寄席 大須演芸場
なごや爆笑寄席　大須演芸場（なごやばくしょうよせ　おおすえんげいじょう）は、1986年2月25日から1992年3月15日まで東海テレビで放送されていた演芸番組である。大須演芸場からの中継録画。家賃滞納で経営難に陥っていた同演芸場支援のため放送された。

## 概要
司会者はおらず、2組ないし3組の演芸で構成されていた。OPは当時大須演芸場専属だった若手トリオ涙・恋笑隊が大須観音境内で鳩の群れと戯れている映像に「なごや爆笑寄席　大須演芸場」("大須演芸場"の5文字は一段下げ)の赤地白抜きのテロップがかぶる映像で、出演者紹介テロップはなかった。特段EDも設けられておらず最終出番の下げに「制作著作 東海テレビ」のテロップが右下に出るだけであった。年末（12月）や番組改変期等、放送休止する月もあった。月一放送のため放送時間の変動が多く、1987年4月以降は放送開始時刻が0：40であったり1:10であったり安定していない。1988年からは放送曜日も火曜深夜から水曜深夜に変わり、また最終水曜ではなく第3水曜に放送された月もある。1990年12月から最終回までは概ね最終日曜日深夜1：00から放送されている。
第1回放送内容は1986年2月4日に同演芸場で収録された正司敏江・玲児の漫才と桂春団治の落語。1990年9月放送分(同月の最終水曜9月26日OA)は唯一のスペシャル編成で「なごや爆笑寄席スペシャル　ドドーッとよしもと大集合！！」と題され、出演者は宮川大助花子、桂きん枝、桂小枝ほか、となっている。当番組は放送時間がいかなる曜日時刻であっても30分番組として放送されているが、この回だけは55分である（放送時間は0時55分～1時50分）。
1991年5月放送分(同月第3日曜5月19日OA)では三遊亭円丈の実験落語"パパラギ"が放送されている。
最終回の放送内容は「抱腹絶倒Wコミックの飲酒運転発見法」と「これが見納め？ものまね界の大御所・桜井長一郎」であった。桜井長一郎や早野凡平の最晩年を見ることができる番組であった。

## 放送局
- 東海テレビ(制作局)
- テレビ埼玉(不定期放送 初出は1986年10月13日 20：55～21：25[1])